# Pecia
La pecia es la sección o cuaderno en que se dividía un manuscrito para facilitar la copia del mismo. Este sistema de producción fue desarrollado in situ, en las propias universidades italianas a principios del siglo XIII (originalmente en la Universidad de Bolonia), y llegó a ser un procedimiento regulado en la Universidad de París en la segunda mitad de ese siglo, extendiéndose posteriormente por otras universidades europeas. 

## Descripción
Los particulares o estudiantes las podían alquilar, sección a sección, para copiarlas. Normalmente se componían de cuadernos de cuatro folios, lo que permitía un rápido intercambio y rotación de cada pecia. Bajo este sistema, se encargaba a un copista una sola pecia con lo que podían trabajar simultáneamente varios copistas, y así se podía copiar un libro completo, uniendo las pecias, en una cantidad de tiempo inferior a si el trabajo hubiese sido encargado a una sola persona.
La colección original de pecias de un libro, en que se basaban todas las futuras copias, se llamaba ejemplar (exemplar).  El proceso para confeccionar un ejemplar estaba normalizado: Los profesores de los estudios generales se reunían antes de comenzar el curso para decidir los textos que se debían incluir en cada materia. Una vez aprobados compilaban cada obra, la editaban y corregían. Una vez obtenido el texto final ("el ejemplar"), se lo entregaban en depósito al estacionario, que a su vez lo copiaba en pecias, corrigiéndolas frente al texto original con el mayor cuidado. Finalmente, las entregaba a delegados de la propia universidad para su comprobación final, aprobación y fijación del precio para su alquiler. Sólo a partir de entonces las pecias estaban disponibles para su alquiler y copiado.
Con detenimiento, es fácil distinguir la mano del escriba que ha escrito cada una. Cada pecia llevaba una numeración o foliación, usualmente en la cabecera derecha del folio. Además se incluían reclamos en la parte inferior del último folio de manera que fuera fácil encontrar la pecia que seguía, sin cometer errores. 
A veces, podían circular pecias corruptas, que contenían errores de transcripción. En estos casos, se hacían anotaciones que advertían de esta circunstancia en el momento que se descubrían. Todos los años se reunían los llamados magistri peciarii para examinar la exactitud de las pecias y sacar posteriormente unas listas de pecias útiles, como forma de garantizar su control.